# .net

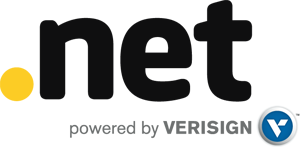
Bevezetés:1985. január 1.
TLD fajta: Legfelsőbb szintű tartomány
Státusz: Aktív
Regiszter: Verisign
Szponzor: nincs

A "net" domain név egy legfelső szintű internetes tartomány (gTLD), amelyet az internet tartománynévrendszerében (Domain Name System) használnak. A név a network szóból ered, eredetileg a hálózati technológiákkal kapcsolatos szervezetek számára volt kijelezve, mint az internetszolgáltatók (ISP-k) és más infrastruktúrás cégeknek, azonban ezek a korlátozások soha nem voltak erőltetve és a tartomány ma már általános célokra is használható. Még mindig elterjedt a hálózati operátornál és a hirdető szektornál, gyakran használják a .com alternatívájaként.
A '.net egyike az eredetileg létrehozott internetes legfelsőbb szintű tartományoknak (a másik hat: .com, .org, .edu, .gov, .mil és .arpa) annak ellenére, hogy az RFC 920 nem tesz említést róla, bár 1985 januárjában készítették. 2015 óta ez a negyedik leghasználtabb legfelsőbb szintű tartomány, a .com, .tk és .de mellett.
A Verisign, a .net operátora miután megszerezte a Network Solutionst, készített egy operációs szerződést, amely 2005. június 30-án lejárt. Az ICANN, a tartomány kezeléséért felelős szervezet ajánlatokat kért különböző szervezetektől a tartomány működtetésével kapcsolatban a szerződés lejárta után. A Verisign megújította a szerződést és biztosította a .net megvédését a következő 6 évben is. 2011. június 30-án a szerződés automatikusan megújult a Verisign-al. Ez azért történt, mert az ICANN jóváhagyott egy határozatot, amely kimondja, hogy a szerződés megújul addig, amíg a Verisign betartja az ICANN egyes követelményeit.
A regisztrációk feldolgozásra kerülnek megbízott regisztrátorok által és a nemzetközi tartománynevek (IDN) is elfogadottak.